# Talatat
Talatat és el nom pel qual es coneix un tipus de blocs de pedra tallada que es van fer servir en la construcció d'edificis sobretot durant el regnat del faraó egipci Amenhotep IV (Amenofis IV), més conegut pel nom d'Akhenaton.

## Galeria

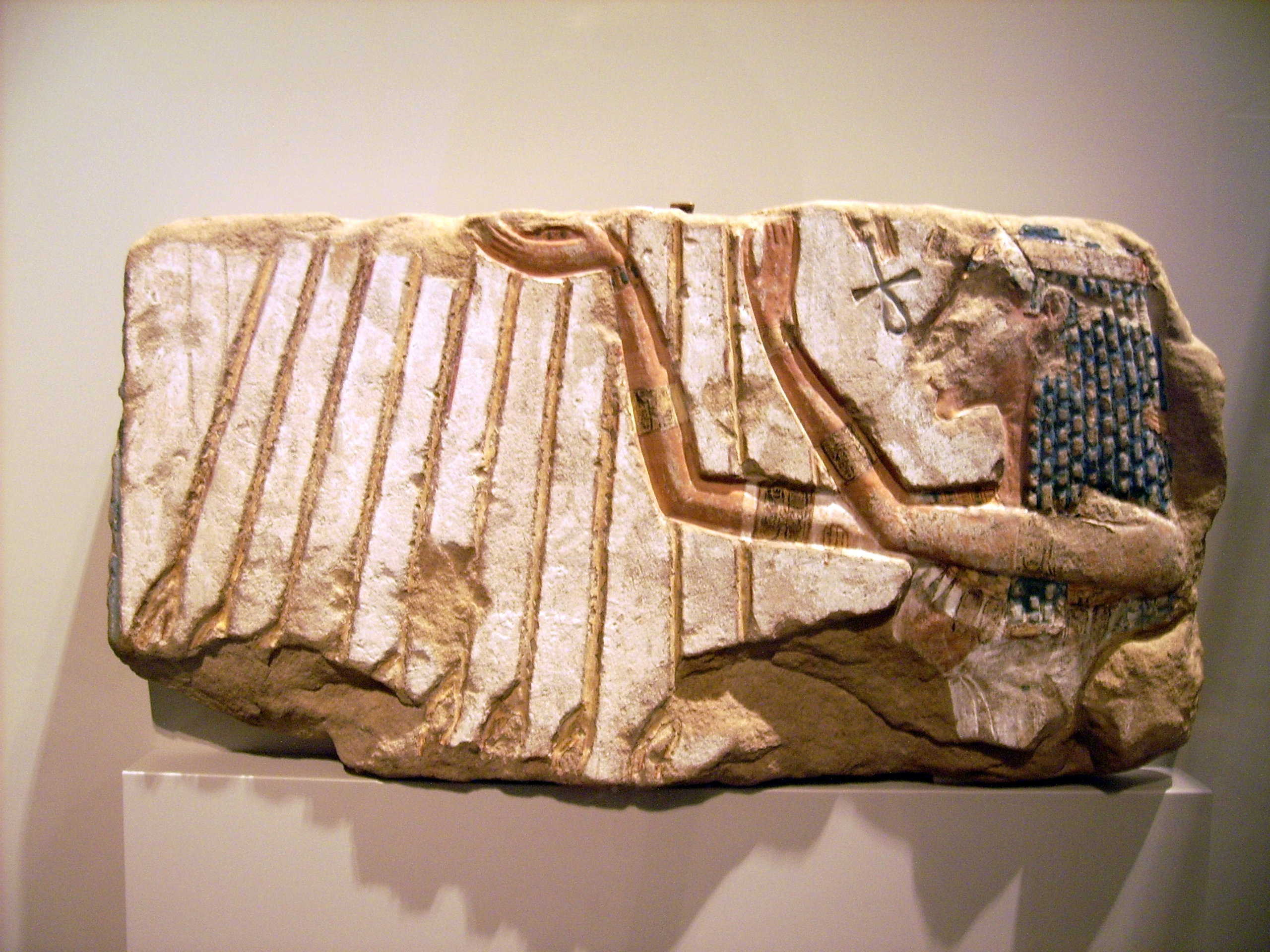
Talatat amb Nefertiti adorant Aton (Museu Egipci de Berlín).
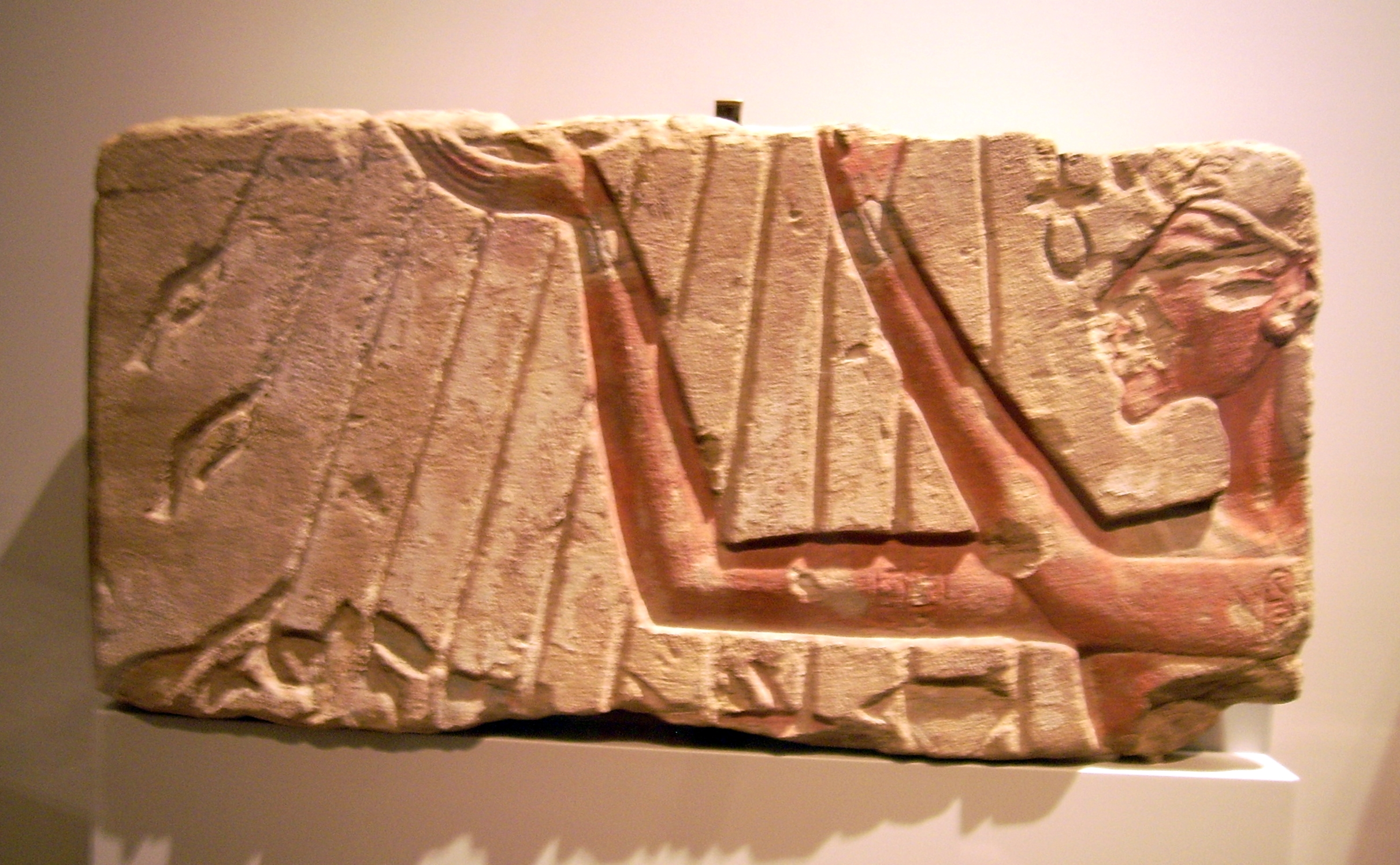
Akhenaton adorant Aton (Museu Egipci de Berlín).
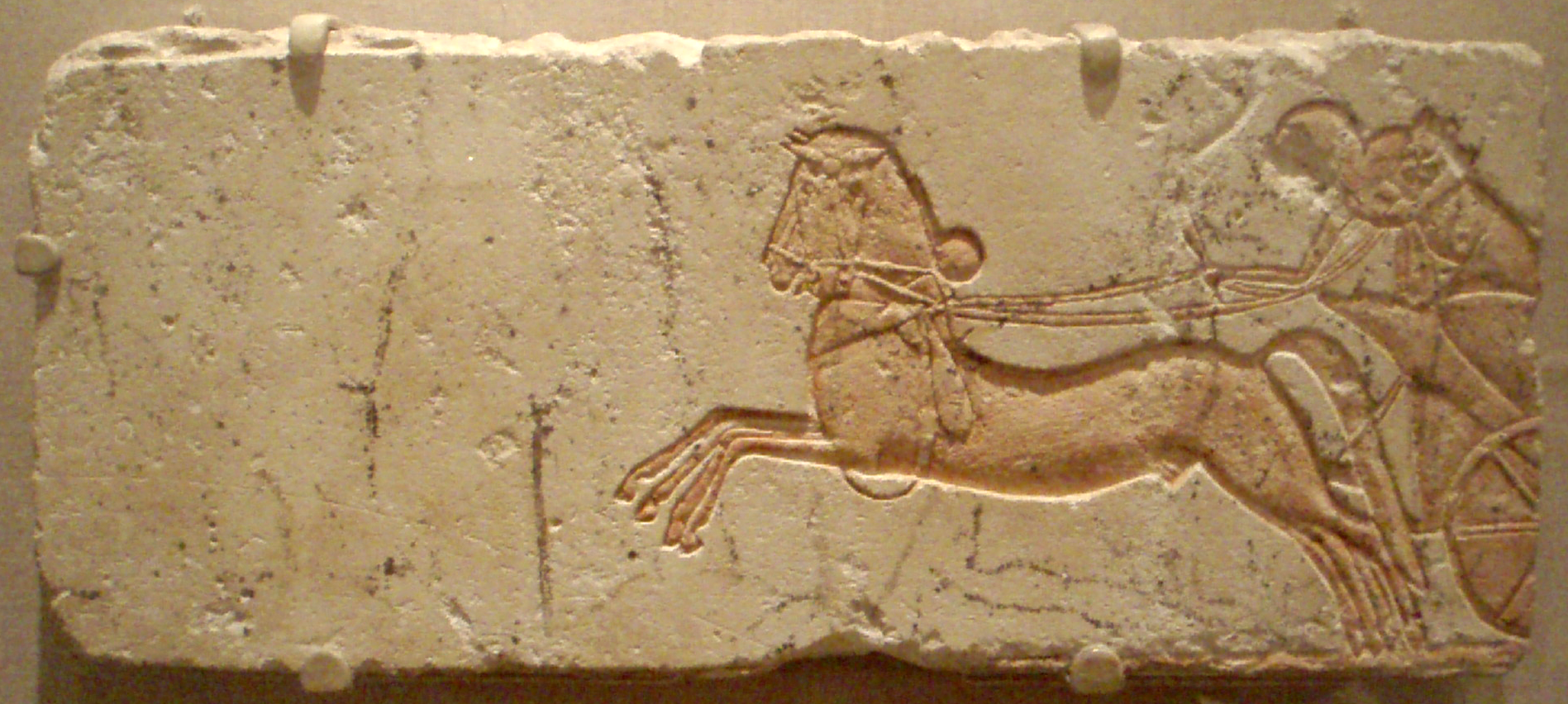
Talatat with a chariot scene. One horse looks directly at the viewer, a very rare occurrence in egyptian art (Museu Egipci de Berlín).
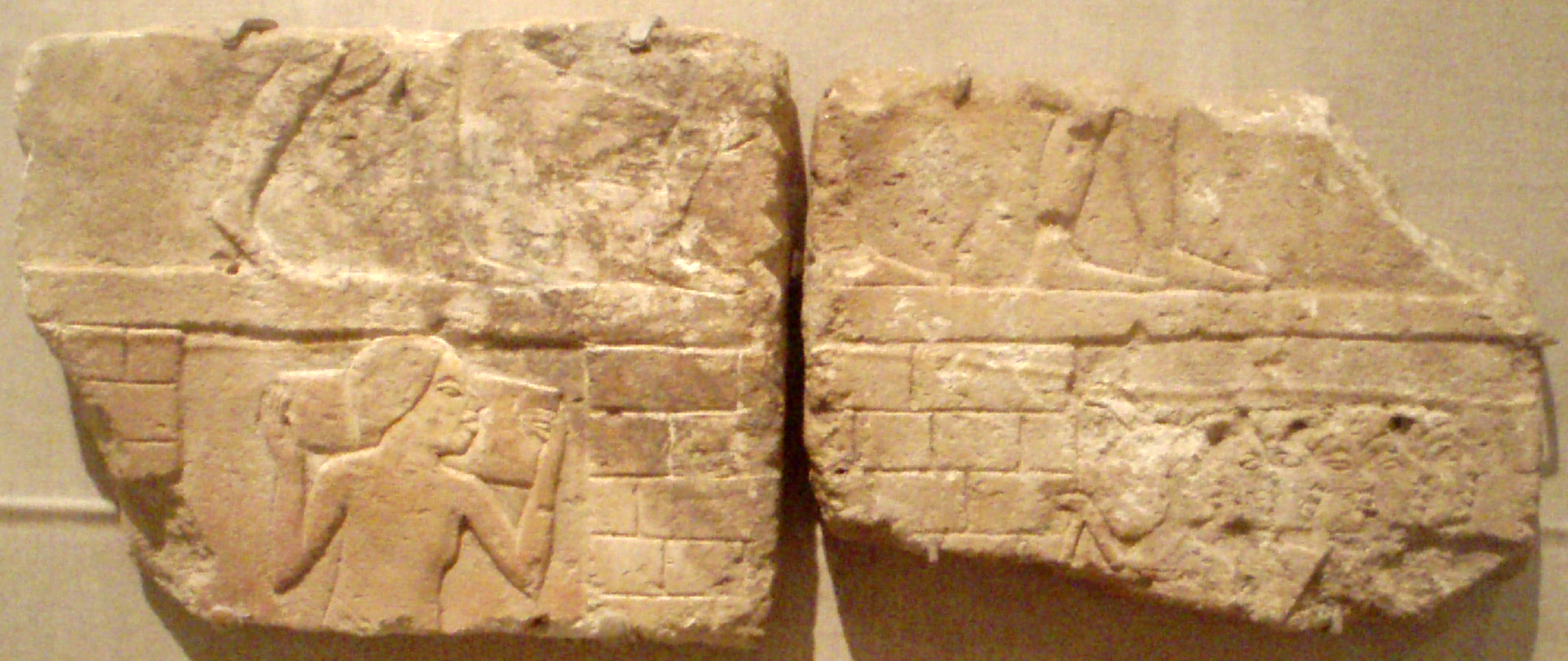
Molts dels talatats representen escenes que van decorar els temples i les ciutats de l'època d'Amarna.
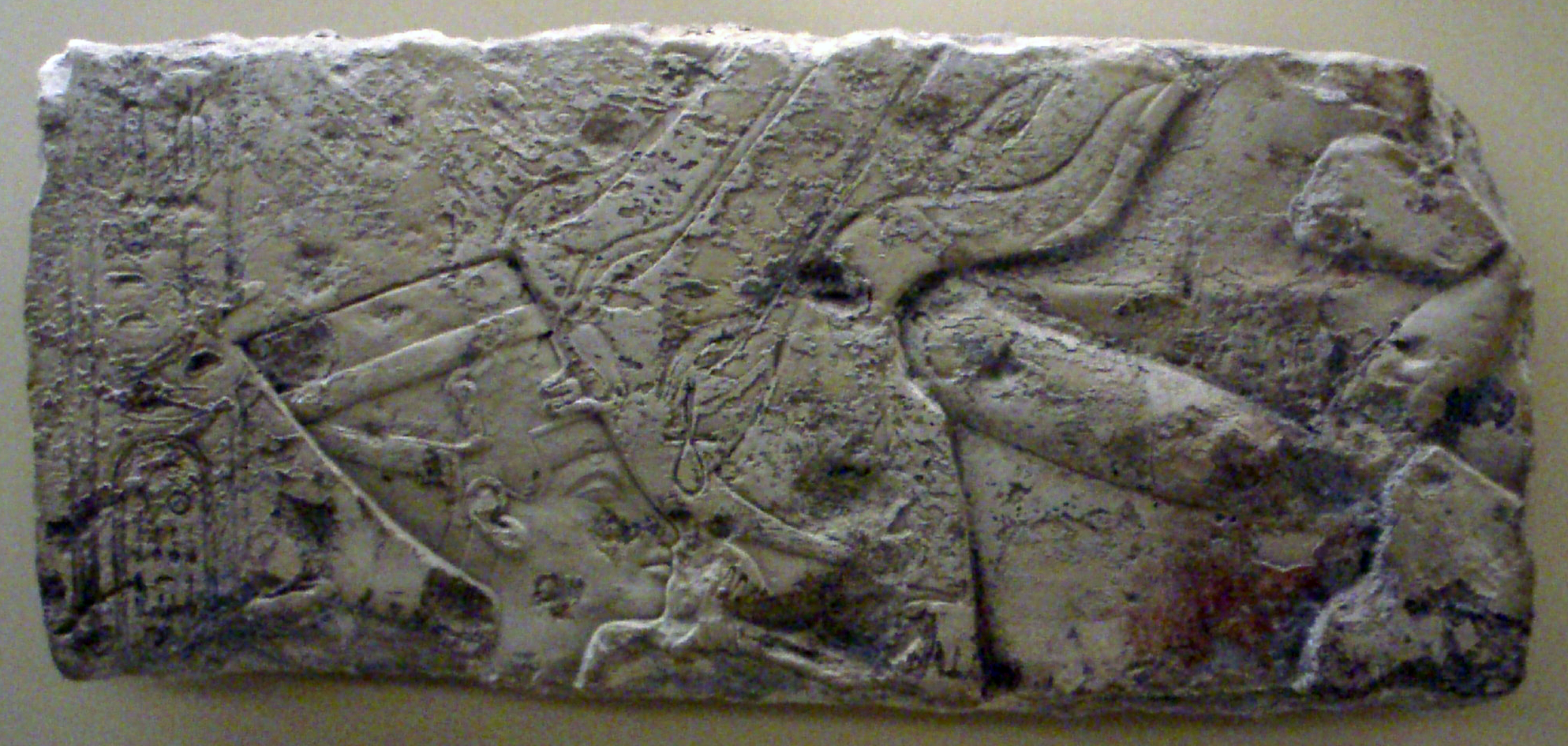
Talatat amb Nefertiti i Akhenaten adorant Aton (Museu Reial d'Ontario).
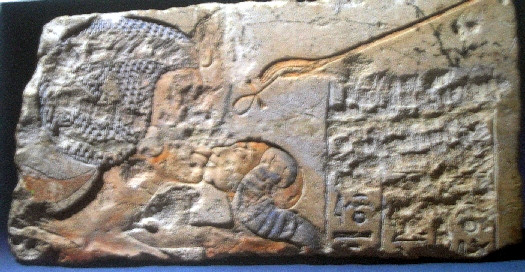
Talatat representant Kiya, una esposa menor d'Akhenaton.